# NGC 5334
NGC 5334 est une galaxie spirale barrée située dans la constellation de la Vierge. Sa vitesse par rapport au fond diffus cosmologique est de 1 668 ± 20 km/s, ce qui correspond à une distance de Hubble de 24,6 ± 1,8 Mpc (∼80,2 millions d'al). NGC 5334 a été découverte par l'astronome germano-britannique William Herschel en 1787. Cette galaxie a aussi été observée par l'astronome américain Lewis Swift le 20 avril 1897 et elle a été inscrite à l'Index Catalogue sous la cote IC 4338.
En raison d'une brillance de surface égale à 14,05 mag/am2, on peut qualifier NGC 5334 de galaxie à faible brillance de surface (LSB en anglais pour low surface brightness). Les galaxies LSB sont des galaxies diffuses (D) avec une brillance de surface inférieure de moins d'une magnitude à celle du ciel nocturne ambiant.
La classe de luminosité de NGC 5334 est III et elle présente une large raie HI.
À ce jour, cinq mesures non basées sur le décalage vers le rouge (redshift) donnent une distance de 33,320 ± 5,105 Mpc (∼109 millions d'al), ce qui est légèrement à l'extérieur des valeurs de la distance de Hubble. Notons que c'est avec la valeur moyenne des mesures indépendantes, lorsqu'elles existent, que la base de données NASA/IPAC calcule le diamètre d'une galaxie et qu'en conséquence le diamètre de NGC 5334 pourrait être d'environ 32,2 kpc (∼105 000 al) si on utilisait la distance de Hubble pour le calculer.

## Morphologie

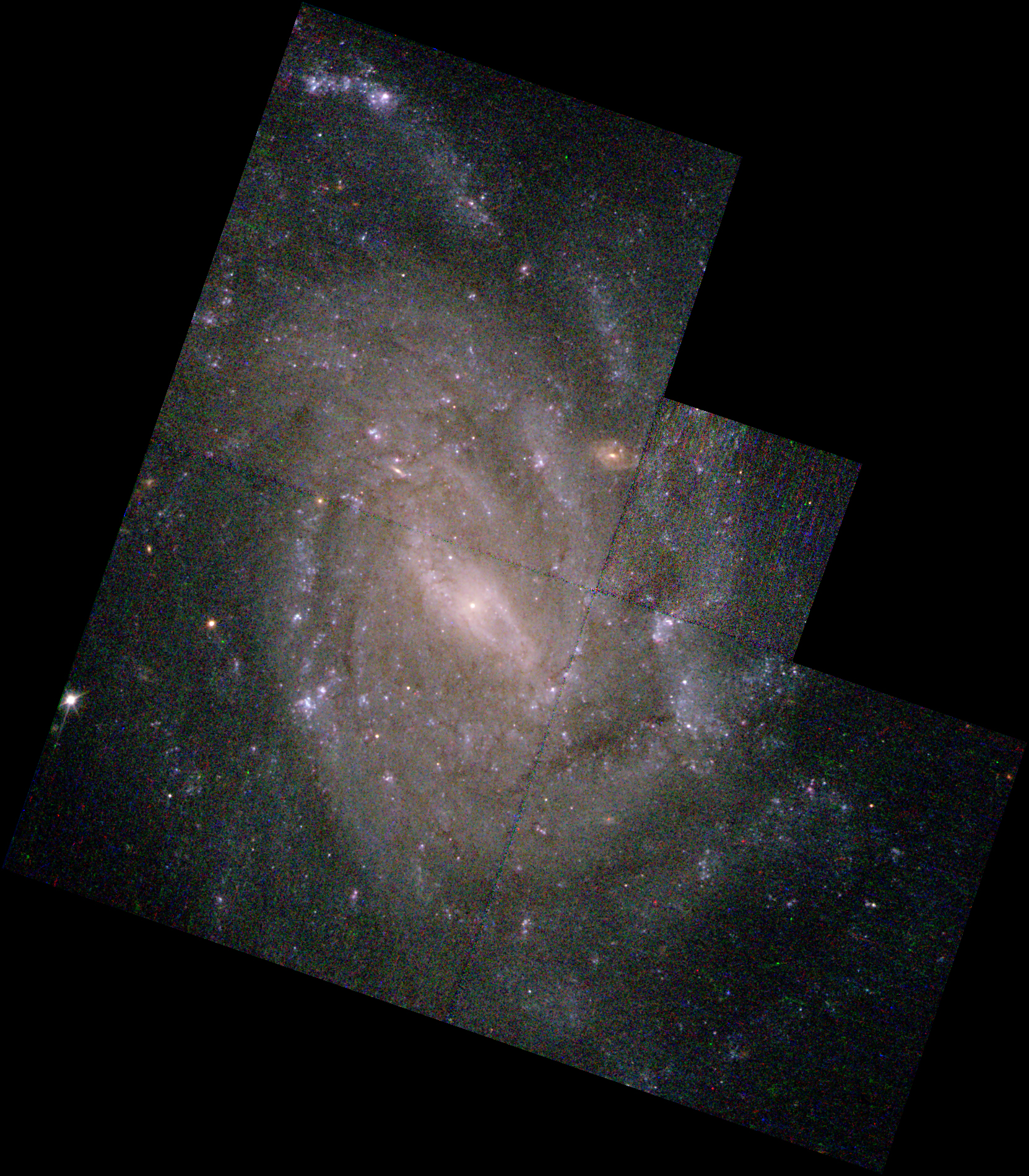
NGC 5334 par le télescope spatial Hubble.

NGC 5334 a été utilisée par Gérard de Vaucouleurs comme une galaxie de type morphologique SB(rs)cd dans son atlas des galaxies,.
Eskridge, Frogel et Pogge ont publié un article en 2002 décrivant la morphologie de 205 galaxies spirales ou lenticulaires rapprochées. Les observations ont été réalisées dans la bande H de l'infrarouge et dans la bande B (le bleu). Selon Eskridge et ses collègues, NGC 5334 est une galaxie spirale de type SBcd dans la bande B et de type SBd dans la bande H. NGC 5334 présente un petit bulbe traversé par une courte barre proéminente. L'ensemble barre et bulbe est entouré d'un disque vaporeux et irrégulier. Le disque comporte de nombreux segments en spirale, mais on ne voit aucun motif cohérent de bras spiraux. Il y a un certain nombre de nœuds et de région plus concentrées dans le disque.

## Supernova
L'apparente supernova SN 2003gm a été découverte dans NGC 5334 le 6 juillet 2003 par M. Schwartz, P. Holvorcem et W. Li dans le cadre du programme LOTOSS de l'observatoire Lick. Le phénomène observé était plutôt une étoile variable lumineuse bleue (en anglais LBV Luminous blue variable), une étoile variable hypergéante très lumineuse dont les expulsions de matière peuvent donner lieu à des observations semblables à celles d'une supernova.

## NGC 5334 et l'amas de la Vierge III
Selon le site WEB « Un Atlas de l'Univers » écrit par Richard Powell, l'amas de la Vierge III renferme huit groupes de galaxies (NGC 5248, de NGC 5364, de NGC 5506, de NGC 5566, de NGC 5638, de NGC 5746, de NGC 5775 et de NGC 5846) ainsi que 13 galaxies qui ne font pas partie de ces groupes. NGC 5334 est l'une de ces galaxies.